# Hantec
Het Hantec (uitgesproken: Hantets) is een dialect van het Tsjechisch, dat wordt gesproken in en rondom de stad Brno, tegenwoordig vooral door ouderen en in huiselijke kring. Het dialect kenmerkt zich door veel invloeden uit het Duits, vooral op het gebied van de woordenschat. In Brno wordt tegenwoordig vooral Standaardtsjechisch gesproken, vol met leenwoorden uit het Hantec. Zo is 'zon' slunce in het Tsjechisch, maar in Brno wordt het via Hantec overgenomen Duits-afgeleide woord zoncna vaak gebruikt.
Het meest verspreide woord uit het Hantec is waarschijnlijk Šalina, het lokale woord voor een tram (tramvaj in het Tsjechisch). Het woord is een samentrekking van de Duitse woorden Elektrische Linie.